# Rejsen (dokumentarfilm)
|  | Denne artikel er oprettet af botten Steenthbot ud fra en ekstern database. Den kan derfor have sproglige fejl eller mangler. Denne skabelon kan fjernes efter kontrol af indholdet. |

 For alternative betydninger, se Rejsen. (Se også artikler, som begynder med Rejsen)
Rejsen er en dansk dokumentarfilm fra 2017 instrueret af Christoffer Boe.

## Handling
Rejsen fører beskueren ind i en visuel fortælling, der udspiller sig på verdens syv kontinenter og er fokuseret omkring syv menneskelige grundvilkår; fødsel, kærlighed, tro, angst, tab, rationalitet og død. Fra et barns første åndedræt i Danmark føres man videre til kærligheden i Afrika, troen i Sydamerika, angsten i Oceanien, tabet i Nordamerika, rationaliteten på Antarktis for at se det sidste åndedræt blive taget i Asien, inden kroppen afbrændes.